# Sarcenas
Sarcenas [saʁsəna] est une commune française située dans le département de l'Isère, en région Auvergne-Rhône-Alpes.
Autrefois rattachée à la province du Dauphiné, la commune se situe dans la partie méridionale du massif préalpin de la Chartreuse et à ce titre, elle est une commune adhérente du parc naturel régional de Chartreuse. La commune abrite le site du col de Porte, bien connu des amateurs de courses cyclistes et des randonneurs.
Ses habitants sont dénommés les Sarcenais.

## Géographie

### Situation
Sarcenas se présente sous la forme d'un modeste bourg, entouré de plusieurs hameaux et positionné dans un cadre de moyenne montagne, le balcon sud du massif de la Chartreuse. Son territoire est dominé à l’est par le sommet de Chamechaude (2 082 m), point culminant de la commune et de la Chartreuse et à l’ouest par le sommet de la Pinéa. Entre ces deux sommets, le territoire forme un vallon qui s’étend de la clairière du col de Porte au nord jusqu’à la limite avec la commune de Quaix en Chartreuse au sud.
Les trois quarts du territoire de 796 hectares est compris entre 897 mètres et 2 082 mètres d’altitude est composée essentiellement de forêts de résineux et de hêtres. Au nord du bourg, la clairière du col de Porte est un espace ouvert au milieu de l'immense forêt domaniale de Grande Chartreuse. Bien que d'aspect essentiellement rural et exclusivement située dans un secteur de moyenne montagne, la commune est adhérente à Grenoble-Alpes Métropole.

### Communes limitrophes
|             | Saint-Pierre-de-Chartreuse |                         |
| Proveysieux | Sarcenas                   | Le Sappey-en-Chartreuse |
|             | Quaix-en-Chartreuse        |                         |

### Géologie et relief

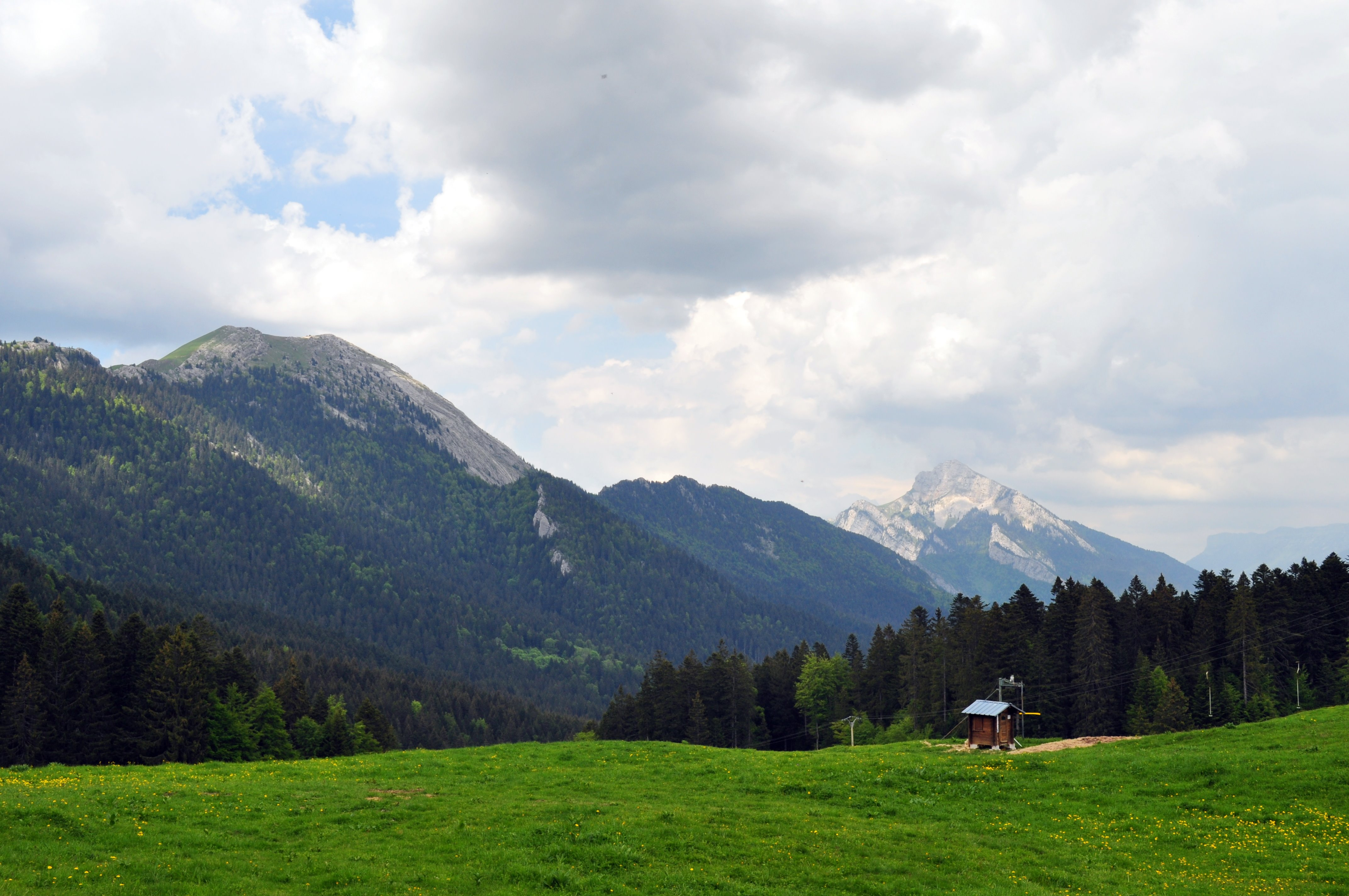
Prairie du col de Porte.

Le versant sud du col de Porte où se situe la majeure partie du territoire communal est entièrement couvert de forêts jusqu'aux abords du fond de vallon de Sarcenas. Dans cet espace de prairies et de cultures, le bedrock marneux n'affleure que dans l'entaille d'un talweg.
Les marnes de Narbonne qui affleurent au fond du vallon où se situent la plupart des hameaux de Sarcenas y sont presque totalement masquées par l'extrémité aval de la nappe d'éboulis anciens qui descend des pentes occidentales de Chamechaude, plus raides et boisées. Le col de Porte est situé à peine à l'ouest de la voûte de l'anticlinal de l'Écoutoux, ce qui en fait un bel exemple de relief inversé.

### Hydrographie
Un seul ruisseau traverse le village : le ruisseau de Sarcenas.

### Climat
Pour des articles plus généraux, voir Climat d'Auvergne-Rhône-Alpes et Climat de l'Isère.
En 2010, le climat de la commune est de type climat de montagne, selon une étude du Centre national de la recherche scientifique s'appuyant sur une série de données couvrant la période 1971-2000. En 2020, Météo-France publie une typologie des climats de la France métropolitaine dans laquelle la commune est exposée à un climat de montagne ou de marges de montagne et est dans la région climatique Alpes du nord, caractérisée par une pluviométrie annuelle de 1 200 à 1 500 mm, irrégulièrement répartie en été.
Pour la période 1971-2000, la température annuelle moyenne est de 7,7 °C, avec une amplitude thermique annuelle de 16,4 °C. Le cumul annuel moyen de précipitations est de 1 419 mm, avec 8,9 jours de précipitations en janvier et 8,5 jours en juillet. Pour la période 1991-2020, la température moyenne annuelle observée sur la station météorologique de Météo-France la plus proche, « St-Pierre-les Egaux », sur la commune de Saint-Pierre-de-Chartreuse à 9 km à vol d'oiseau, est de 8,7 °C et le cumul annuel moyen de précipitations est de 1 787,2 mm,. Pour l'avenir, les paramètres climatiques de la commune estimés pour 2050 selon différents scénarios d'émission de gaz à effet de serre sont consultables sur un site dédié publié par Météo-France en novembre 2022.

### Voies routières
La route départementale 512 (RD512), ancienne route nationale 512 qui reliait Grenoble à Sévrier a été déclassée en route départementale, à la suite de la réforme de 1972. En 2018, cette route relie Grenoble, par La Tronche, à celle de Saint-Pierre d'Entremont, en traversant successivement, le col de Porte (limite sud du territoire communal), le bourg de Saint-Pierre-de-Chartreuse et le col du Cucheron.
La route départementale 57 (RD57) permet de relier Sarcenas à la commune de Saint-Martin-le-Vinoux.

### Transports publics
La commune est desservie par les Transports de l'agglomération grenobloise avec la ligne 62 ayant son terminus au musée de Grenoble.

## Urbanisme

### Typologie
Au 1er janvier 2024, Sarcenas est catégorisée commune rurale à habitat dispersé, selon la nouvelle grille communale de densité à sept niveaux définie par l'Insee en 2022.
Elle est située hors unité urbaine. Par ailleurs la commune fait partie de l'aire d'attraction de Grenoble, dont elle est une commune de la couronne,. Cette aire, qui regroupe 204 communes, est catégorisée dans les aires de 700 000 habitants ou plus (hors Paris),.

### Occupation des sols
L'occupation des sols de la commune, telle qu'elle ressort de la base de données européenne d’occupation biophysique des sols Corine Land Cover (CLC), est marquée par l'importance des forêts et milieux semi-naturels (86,5 % en 2018), en diminution par rapport à 1990 (96,7 %). La répartition détaillée en 2018 est la suivante : 
forêts (83,7 %), prairies (13,5 %), espaces ouverts, sans ou avec peu de végétation (1,8 %), milieux à végétation arbustive et/ou herbacée (1 %). L'évolution de l’occupation des sols de la commune et de ses infrastructures peut être observée sur les différentes représentations cartographiques du territoire : la carte de Cassini (XVIIIe siècle), la carte d'état-major (1820-1866) et les cartes ou photos aériennes de l'IGN pour la période actuelle (1950 à aujourd'hui).

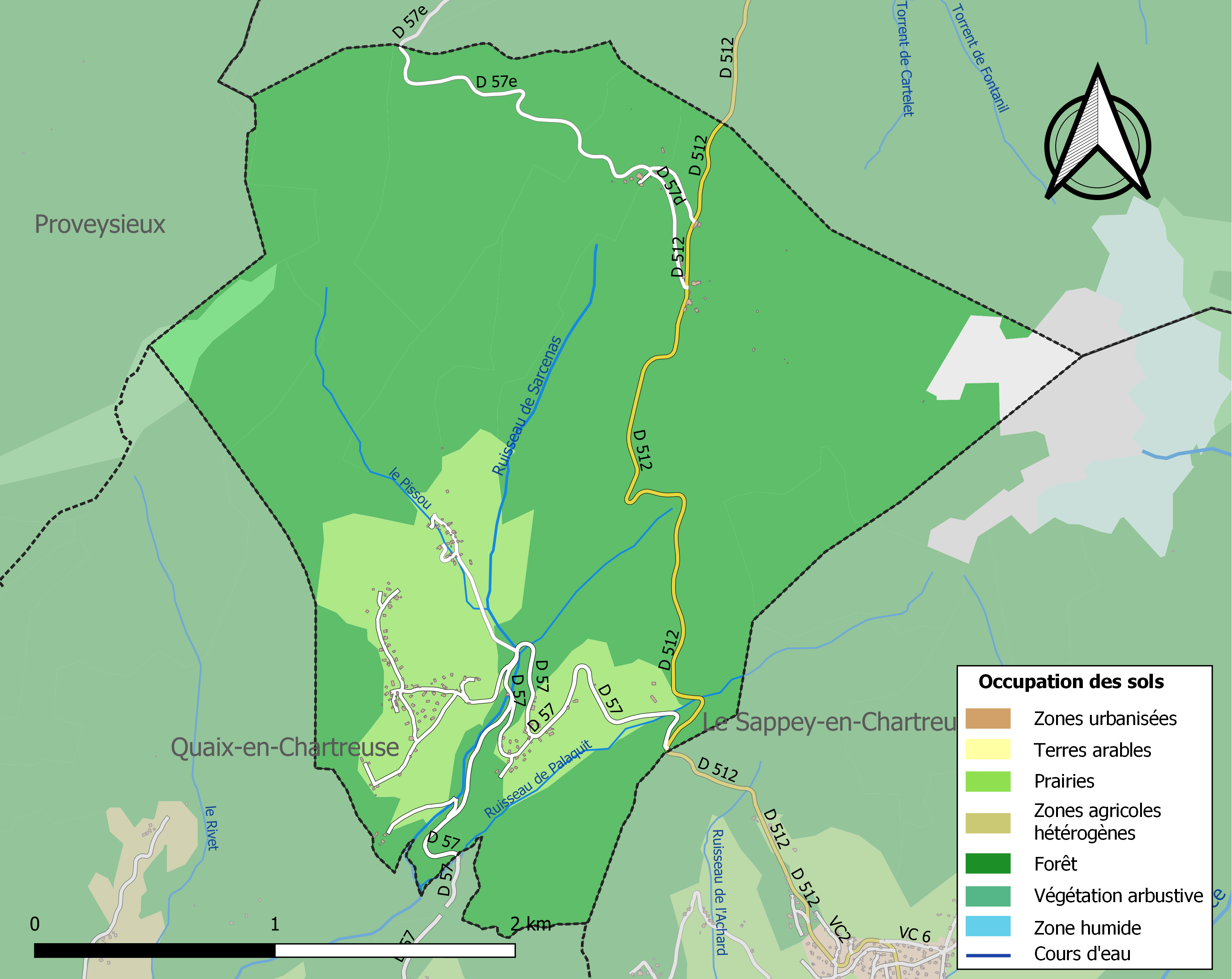
Carte des infrastructures et de l'occupation des sols de la commune en 2018 (CLC).

### Risques naturels et technologiques

#### Risques sismiques
L'ensemble du territoire de la commune de Sarcenas est située en zone de sismicité n°4 (sur une échelle de 1 à 5), comme l'ensemble des communes iséroises du massif de la Chartreuse.
| Type de zone | Niveau            | Définitions (bâtiment à risque normal) |
| ------------ | ----------------- | -------------------------------------- |
| Zone 4       | Sismicité moyenne | accélération = 1,6 m/s2                |

## Toponymie
Le village se dénommait Cercenatis villa en 858, nom dérivé avec le suffixe d´appartenance -atis du gentilice Cercenius, traité comme Cercenus, selon Ernest Nègre.

## Histoire

### Époque contemporaine
Un des premiers téléski français a été installé au col de Porte. Une première remontée a été installée en 1932 par Yvon Marlier. En février 1936,, le charpentier Charles Rossat transforme son système de débardage des rondins de bois à câbles forestiers afin de créer un remonte-pente destiné aux skieurs.

## Politique et administration

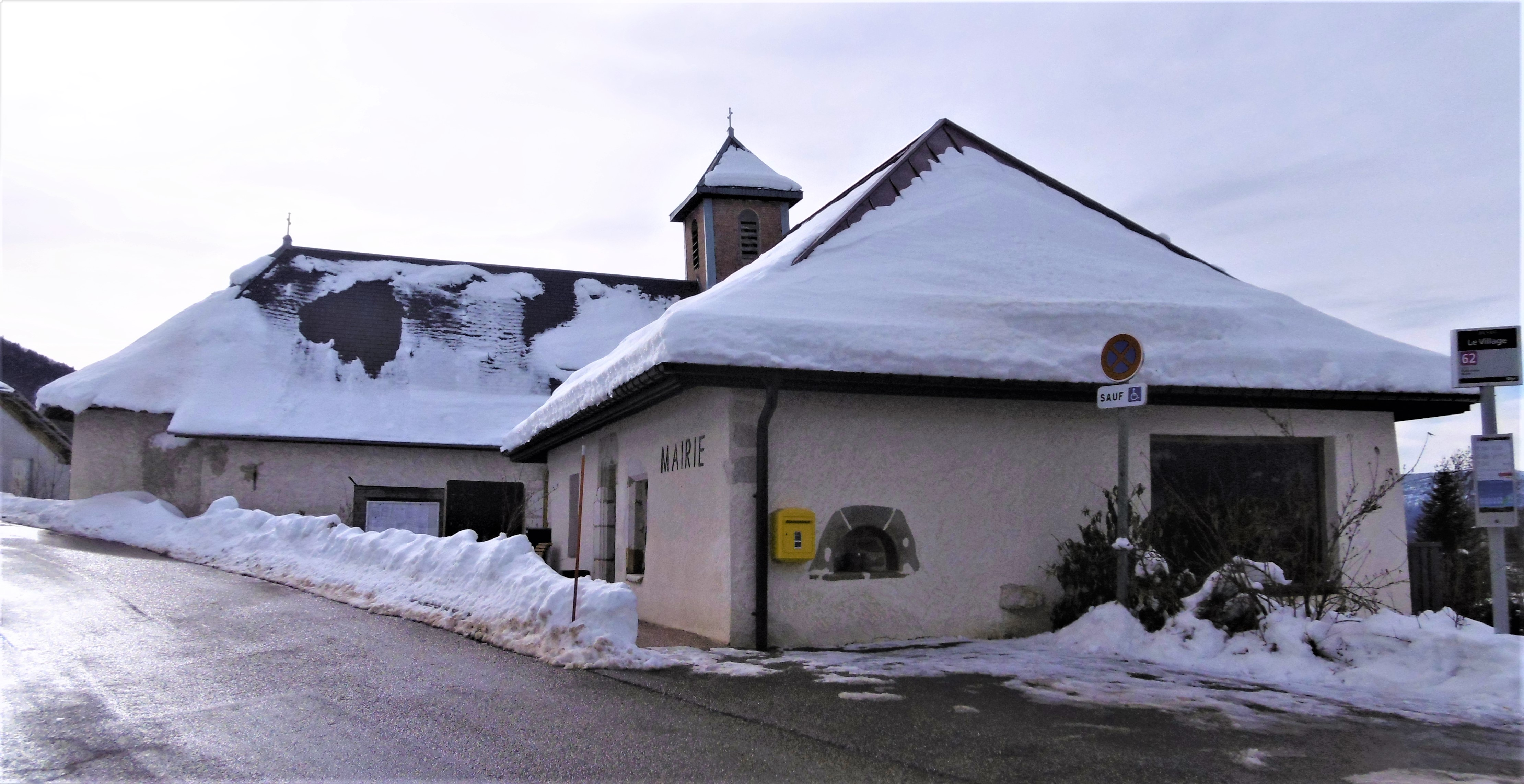
Mairie de Sarcenas

### Liste des maires
| Période                                  | Période  | Identité         | Étiquette | Qualité                 |
| ---------------------------------------- | -------- | ---------------- | --------- | ----------------------- |
| avant 1981                               |          | Paul Oddos       |           |                         |
| 2001                                     | 2014     | Paul Garin       |           |                         |
| 2014                                     | 2020     | Jean Lovera      | SE        | Architecte              |
| 2020                                     | En cours | Sylvain Duloutre | SE        | Ingénieur Informaticien |
| Les données manquantes sont à compléter. |          |                  |           |                         |

## Population et société

### Démographie
L'évolution du nombre d'habitants est connue à travers les recensements de la population effectués dans la commune depuis 1793. Pour les communes de moins de 10 000 habitants, une enquête de recensement portant sur toute la population est réalisée tous les cinq ans, les populations de référence des années intermédiaires étant quant à elles estimées par interpolation ou extrapolation. Pour la commune, le premier recensement exhaustif entrant dans le cadre du nouveau dispositif a été réalisé en 2005.

En 2022, la commune comptait 250 habitants, en évolution de +30,89 % par rapport à 2016 (Isère : +3,07 %, France hors Mayotte : +2,11 %).
| 1793 | 1800 | 1806 | 1821 | 1831 | 1836 | 1841 | 1846 | 1851 |
| ---- | ---- | ---- | ---- | ---- | ---- | ---- | ---- | ---- |
| 106  | 140  | 149  | 132  | 131  | 110  | 103  | 111  | 98   |

| 1856 | 1861 | 1866 | 1872 | 1876 | 1881 | 1886 | 1891 | 1896 |
| ---- | ---- | ---- | ---- | ---- | ---- | ---- | ---- | ---- |
| 86   | 93   | 84   | 89   | 98   | 100  | 120  | 91   | 91   |

| 1901 | 1906 | 1911 | 1921 | 1926 | 1931 | 1936 | 1946 | 1954 |
| ---- | ---- | ---- | ---- | ---- | ---- | ---- | ---- | ---- |
| 81   | 73   | 70   | 84   | 80   | 82   | 81   | 77   | 62   |

| 1962 | 1968 | 1975 | 1982 | 1990 | 1999 | 2005 | 2006 | 2010 |
| ---- | ---- | ---- | ---- | ---- | ---- | ---- | ---- | ---- |
| 69   | 80   | 90   | 98   | 128  | 141  | 160  | 171  | 197  |

| 2015 | 2020 | 2022 | - | - | - | - | - | - |
| ---- | ---- | ---- | - | - | - | - | - | - |
| 196  | 227  | 250  | - | - | - | - | - | - |

### Enseignement
La commune est rattachée à l'académie de Grenoble.

### Équipements sportifs
- Une station de ski, et un stade de biathlon au col de Porte : ski de fond et ski alpin[25].
- Nombreux sentiers de randonnée dont l'un démarrant du col de Porte pour se rendre au sommet de la Chamechaude.

#### Manifestations sportives
Courses cyclistes

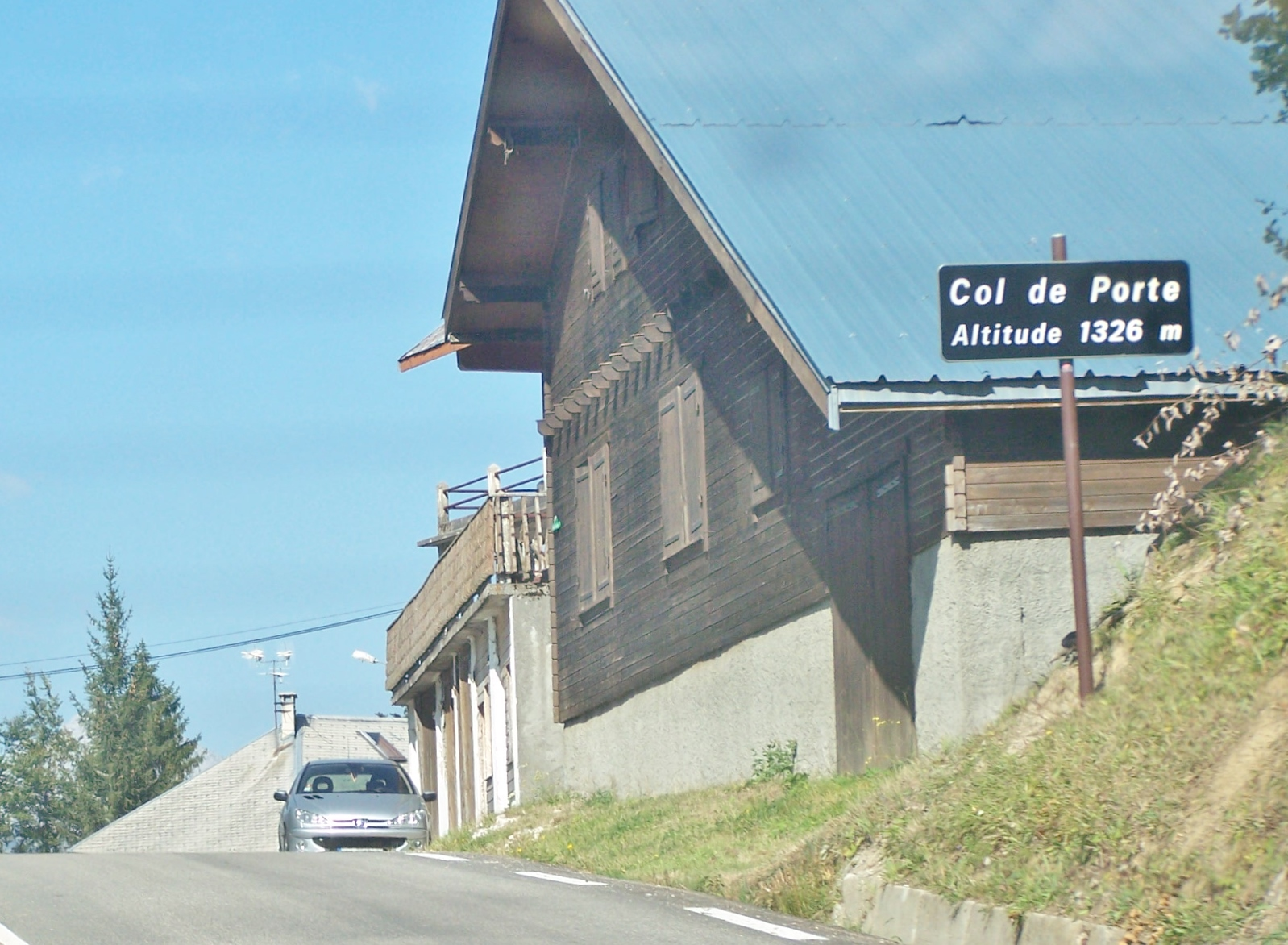
Col de Porte

Le Tour de France, célèbre course sportive cycliste a traversé quatorze fois le territoire de Sarcenas (1947, 1948, 1951, 1958, 1961, 1962, 1965, 1968, 1971, 1971, 1978, 1989 et 1998, notamment pour franchir le col de Porte et traverser le bourg de Saint-Pierre-de-Chartreuse, très souvent pour se rendre à Grenoble, ville étape de la compétition.
Lors de la 7e étape du Critérium du Dauphiné dans son édition de 2017, le tracé reprend  la traversée mythique de la Chartreuse par le col du Cucheron et le col de Porte, entrainant par la même occasion la traversée du territoire de Sarcenas. En 2020, la deuxième étape du Critérium du Dauphiné s'est déroulée jeudi 13 aout, entre Vienne et le col de Porte, arrivée au Col de Porte, sous une tempête de grêle historique.

### Médias

#### Presse écrite
Historiquement, le quotidien à grand tirage Le Dauphiné libéré consacre, chaque jour, y compris le dimanche, dans son édition du Voironnais à la Chartreuse, un ou plusieurs articles à l'actualité des villages du massif, ainsi que des informations sur les éventuelles manifestations locales, les travaux routiers, et autres événements divers à caractère local.

#### Télévision
La chaîne de télévision locale TéléGrenoble diffuse des émissions sur les pays d'Isère. France 3 et sa station régionale France 3 Alpes, peuvent parfois relater les faits de vie de la commune.

### Cultes
La communauté catholique de la commune ainsi que l'église de Sarcenas (propriété de la commune) sont rattachées à la paroisse Saint Matthieu du Saint Eynard, elle-même rattachée au diocèse de Grenoble-Vienne.

## Économie
Le commune fait partie de l'aire géographique de production et transformation du « Bois de Chartreuse », la première AOC de la filière Bois en France,.

## Culture locale et patrimoine

### Lieux et monuments

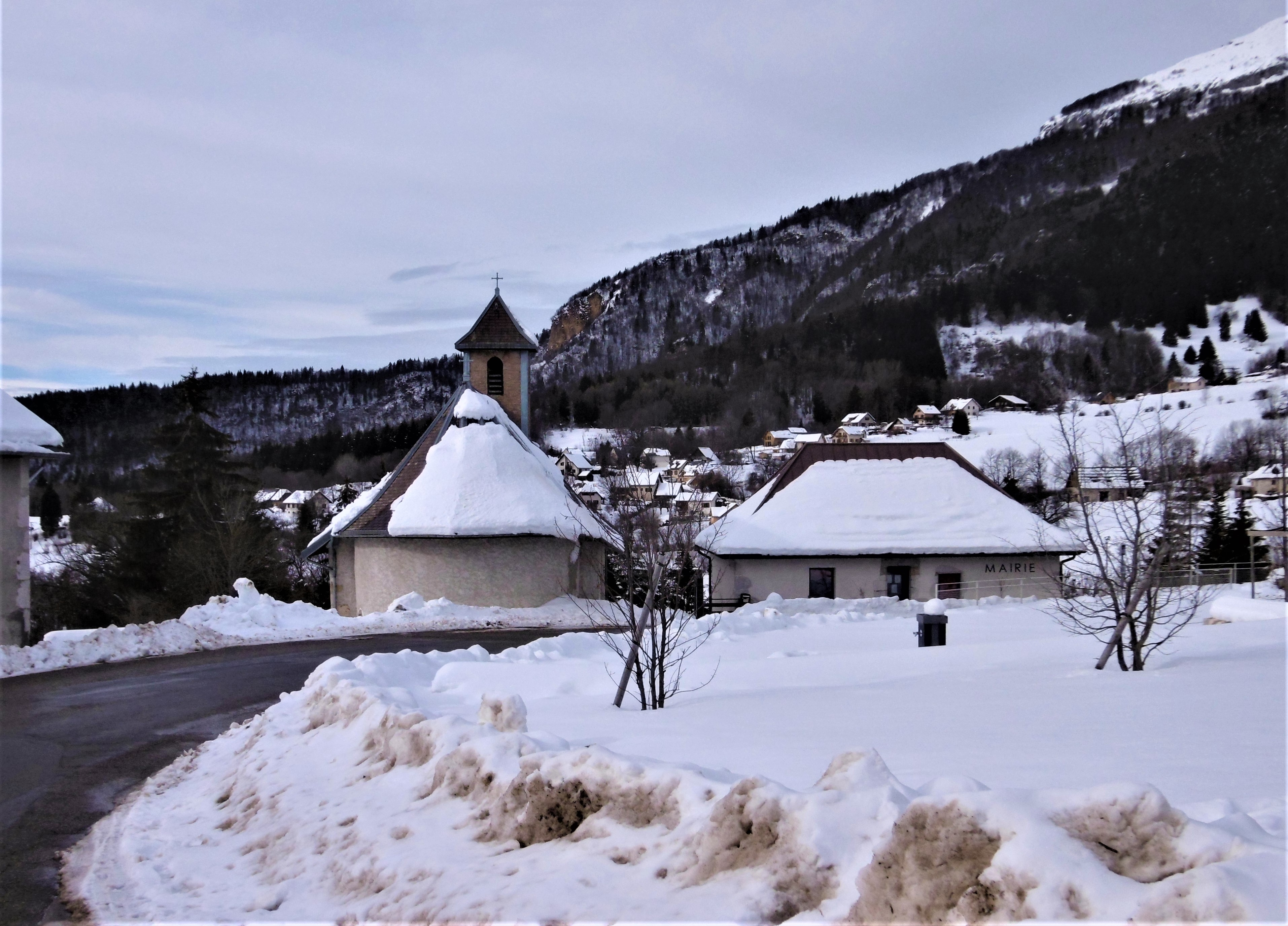
Mairie et église de Sarcenas en janvier 2021

#### Patrimoine religieux
- L'église Saint-Barthélemy, du XIIe siècle[25].

#### Patrimoine civil
- Mairie (la commune ne possède pas de monuments au morts)
- La commune regroupe également de nombreuses fontaines situées dans la hameaux.
- Le château de Sarcenas, du XVIIIe siècle, reconverti en auberge[25]

### Patrimoine culturel
- Une salle des fêtes.

### Patrimoine naturel

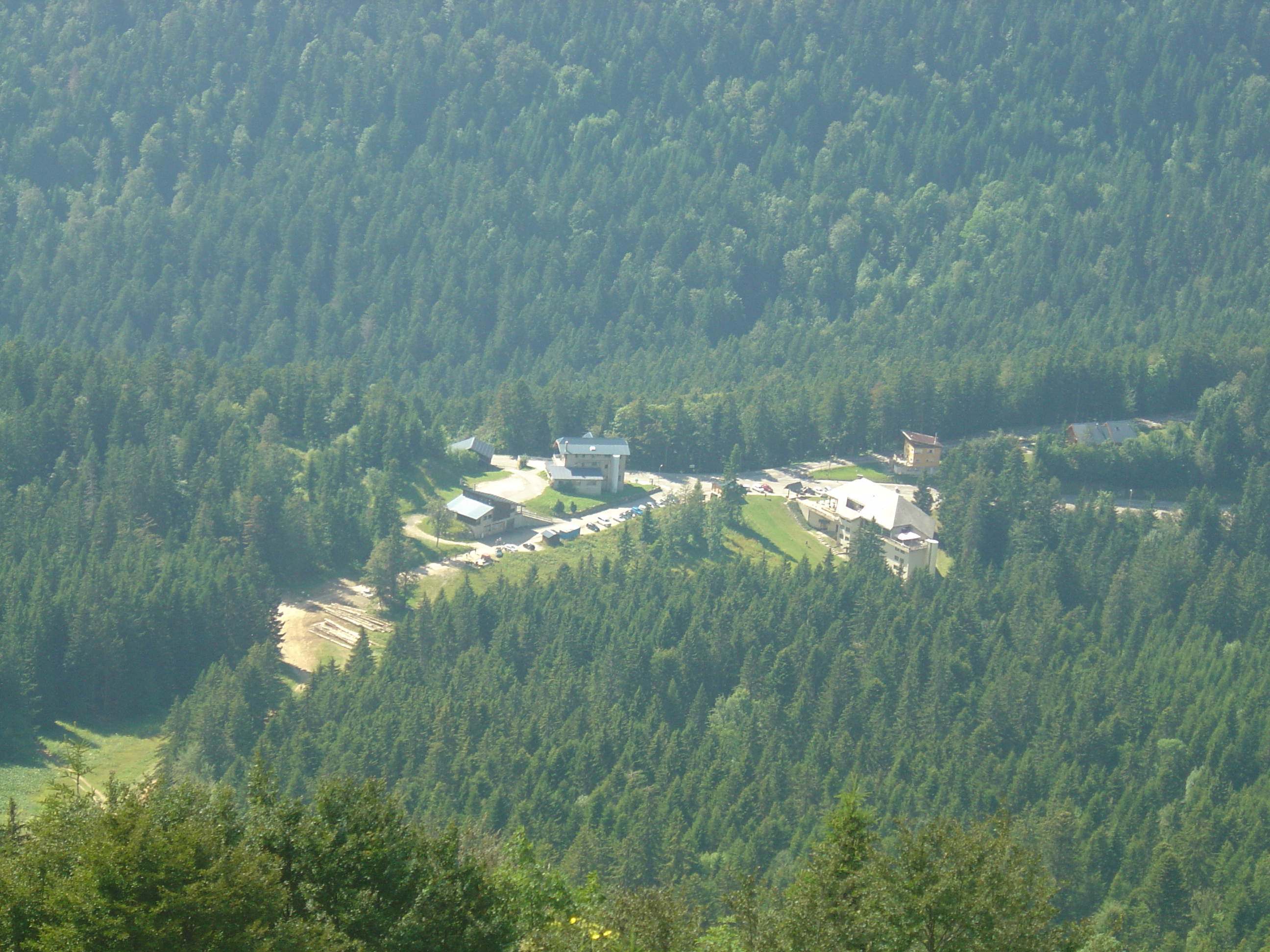
Le col de Porte depuis la Chamechaude.

La commune s'inscrit dans le cadre du parc naturel régional de Chartreuse et comprend de nombreux sommets et sites de ce massif préalpin, dont notamment la Chamechaude (2082 mètres), point culminant du massif mais partagé avec les communes de Saint-Pierre-de-Chartreuse et du Sappey-en-Chartreuse, la Pinéa (1771 mètres), partagé avec les communes de Quaix-en-Chartreuse et de Proveysieux) et le col de Porte (1326 mètres), entièrement situé sur le territoire de Sarcenas.

### Personnalités liées à la commune
- Le père de Stendhal, Chérubin Beyle fit l'acquisition du château de Sarcenas qui appartenait au sieur Brunet de Vence. Ruiné par la révolution, il le céda à au père de l'écrivain, le 1er Nivôse an II (21 décembre 1793). Le bâtiment est devenu l'Auberge de Sarcenas[32].
- Le père Henri Genevrier, curé de Sarcenas au début du XXe siècle, acteur et auteur d'un texte sur les débuts du ski dans sa paroisse[33]. Ce curé est un personnage de fiction, car il n'y avait pas de curé à Sarcenas au début du XXe siècle[34].

### Héraldique
|  | Sarcenas possède des armoiries dont l'origine et le blasonnement exact ne sont pas disponibles. |